# Opentracker
opentrackerは、FOSS（ビールウェア）のBitTorrentピア用トラッカーソフトウェアである。HTTPまたはUDPの特殊なサーバソフトウェアであり、高速かつシステムリソースの消費が少ないように設計されている。

## 機能
opentrackerの複数のインスタンスをクラスタ内で実行することが可能であり、すべてが互いに同期する。HTTPに加え、opentrackerはUDPを介しても接続可能であり、これはHTTPによるトラッカー通信の半分以下のトラフィックしか生成しない。IPv6、フルスクレイプのgzip圧縮、トレントのブラックリストにも対応している。BitTorrentトラッカーにIPアドレスが記録されていたという事実によって、著作権侵害の疑いをかけられた事例がすでに存在するため、opentrackerはもっともらしい否認を目的としてランダムなIPアドレスを混在させることができる。

## 技術
opentrackerは完全にRAM上で動作するため、他のトラッカーソフトウェアよりも高速である。C言語で記述されており、ネットワーク接続を管理するライブラリ libowfatに基づいている。IPv6対応のUDPサポートやBitTorrentトラッカーソフトウェアの複数インスタンスの同期といった新機能のために、BitTorrentプロトコルに対する新しい拡張が導入された。

## 採用
世界最大のトラッカーであるパイレート・ベイは、2007年末に自作ソフトウェアHypercubeからopentrackerに切り替えた。
ノルウェー放送協会は、自社のテレビ番組を配信するためにopentrackerを使用している。
パブリックな人気トレントトラッカーであるopentrackrおよびcoppersurferもopentrackerを使用していることが知られている。